# 3Pol
3POL ist eine Schweizer Rapformation aus Zürich. Sie besteht aus Rapper Acht (Alan Ganguillet) sowie den beiden Produzenten Keyser (Don Tuggener) und Bassmeister Lou (Lukas Japp).

## Biografie
3POL entstand im Juni 2002. Der Name bezieht sich dabei auf die Herkunft der drei Mitglieder, welche aus verschiedenen Kreisen der Stadt Zürich stammen. Jedoch arbeiteten die drei bereits vor der offiziellen Gründung von 3POL zusammen. So produzierten Acht und Bassmeister Lou 2001 ihren ersten gemeinsamen Song Jede Tag mit dir. Anschliessend veröffentlichten 3POL die beiden EPs Grund-Wort-Schatz (2002) und Z'heiss! (2003). Knapp zwei Jahre später folgte auch das erste Album, welches den Titel 3 trug. Am 8. August 2008 erschien das 2. Album Mikrosophie.

## Diskografie
- 2002: GrundWort-Schatz (EP)
- 2003: Z'heiss! (EP)
- 2005: 3
- 2005: Acht erscheint auf dem Sampler «Street Skillz» von DJ Jesaya & Mikesteez
- 2008: Mikrosophie